# Picasso. Au cœur des ténèbres (1939-1945)
Picasso. Au cœur des ténèbres (1939-1945) est une exposition présentée du 5 octobre 2019 au 5 janvier 2020 au musée de Grenoble. Réalisée avec l'aide du musée Picasso, du centre Pompidou et du Kunstsammlung Nordrhein-Westfalen, c'est la première exposition en France abordant la création artistique de Pablo Picasso durant la Seconde Guerre mondiale,.
Son bilan de fréquentation est de 100 274 visiteurs.

## Contexte
Le musée de Grenoble organise pour la première fois une exposition sur les peintures de Picasso. Pourtant, il a été le tout premier musée d'art moderne en France, en accueillant d'ailleurs dès 1921 le premier tableau de Pablo Picasso dans la collection d'un musée (Femme lisant). L'année 1926 est marquée par la visite du musée le 19 octobre du nouveau maitre de l'art moderne, Pablo Picasso.
Par la suite, quelques œuvres du grand maitre de l'art moderne ont cependant été accueillies lors d'expositions temporaires du musée ou acquises par ce dernier. C'est le cas pour la conservatrice Gabrielle Kueny qui organise du 1er juillet au 6 septembre 1959 une exposition sur les affiches de Pablo Picasso. C'est également le cas pour sa successeure, Hélène Lasalle, lors d'une exposition sur les céramiques de peintres célèbres du 27 mars au 2 juin 1969 dans laquelle certaines l'ont été par la main de Picasso. En 2012, le musée de Grenoble acquiert l'un des treize collages cubistes épinglés de Pablo Picasso daté du printemps 1914 pour un montant de 750 000 euros. Ce tableau intitulé Le verre est exposé tous les trois ans.
Il est à noter la concomitance de cette exposition avec celle consacrée à Andry Farcy se terminant le 24 novembre 2019 et célébrant le centième anniversaire de sa prise de fonction comme conservateur au musée de Grenoble. Cet audacieux conservateur avait lancé la collection d'art moderne à Grenoble en 1920 et montré la voie à tous les autres musées d'Europe.

## Parcours de visite
Les 137 œuvres (tableaux, sculptures, dessins, gravures) sont présentées par ordre chronologique d'année en année tout au long des 16 salles. Durant la guerre, Picasso fait le choix de rester en France et se consacre à trois thèmes classiques, les natures mortes, le nu féminin et le portrait. L'une des premières œuvres est Chat saisissant un oiseau du 22 avril 1939 illustrant la frayeur du peintre face à la menace d'une guerre en Europe avec la prise de Prague par les nazis.
Chaque année débute par une photographie historique géante liée à l'actualité. Pour l'année 1940, Picasso voyage entre Royans et Paris où il peint d'inquiétantes peintures de poissons dentés comme Café à Royans en août 1940. Sans peindre la guerre, il va représenter la violence dans ses tableaux. En 1941, alors que Picasso et sa compagne Dora restent dans un Paris soumis aux restrictions, il peint le Jeune garçon à la langouste défiant ainsi l'occupant nazi. Cette même année, il peint sa compagne dans les tableaux Buste de femme et Femme assise dans un fauteuil. En 1942, toujours reclus dans son atelier des Grands-Augustins, il réalise une sculpture d'une tête en bronze peinte mais également ses tableaux L'Aubade et Nature morte au crane de taureau, hommage à son ami Julio González qui vient de décéder. Ce dernier tableau servant d'affiche pour l'exposition.
Menacé par la gestapo, il parvient en 1943 à exécuter des sculptures en bronze de grande taille comme L'homme au mouton, La femme en robe longue, La femme à l'orange ou la femme à la pomme ou encore Le faucheur considéré plus tard par André Malraux comme l'un de ses chefs-d'œuvre. Il réalise également en juin sa toile Grand Nu couché mais également L'Enfant aux colombes. En 1944, alors que les Alliés préparent le débarquement en Normandie, il peint Femme en bleu. Des articles de presse sont exposés relatant la réussite éclatante de ses tableaux au salon d'Automne à Paris où le public découvre pour la première fois son œuvre durant ces années de guerre. Parmi les œuvres qu'il réalise en 1945, figurent Femme assise et La casserole émaillée.

## Galerie

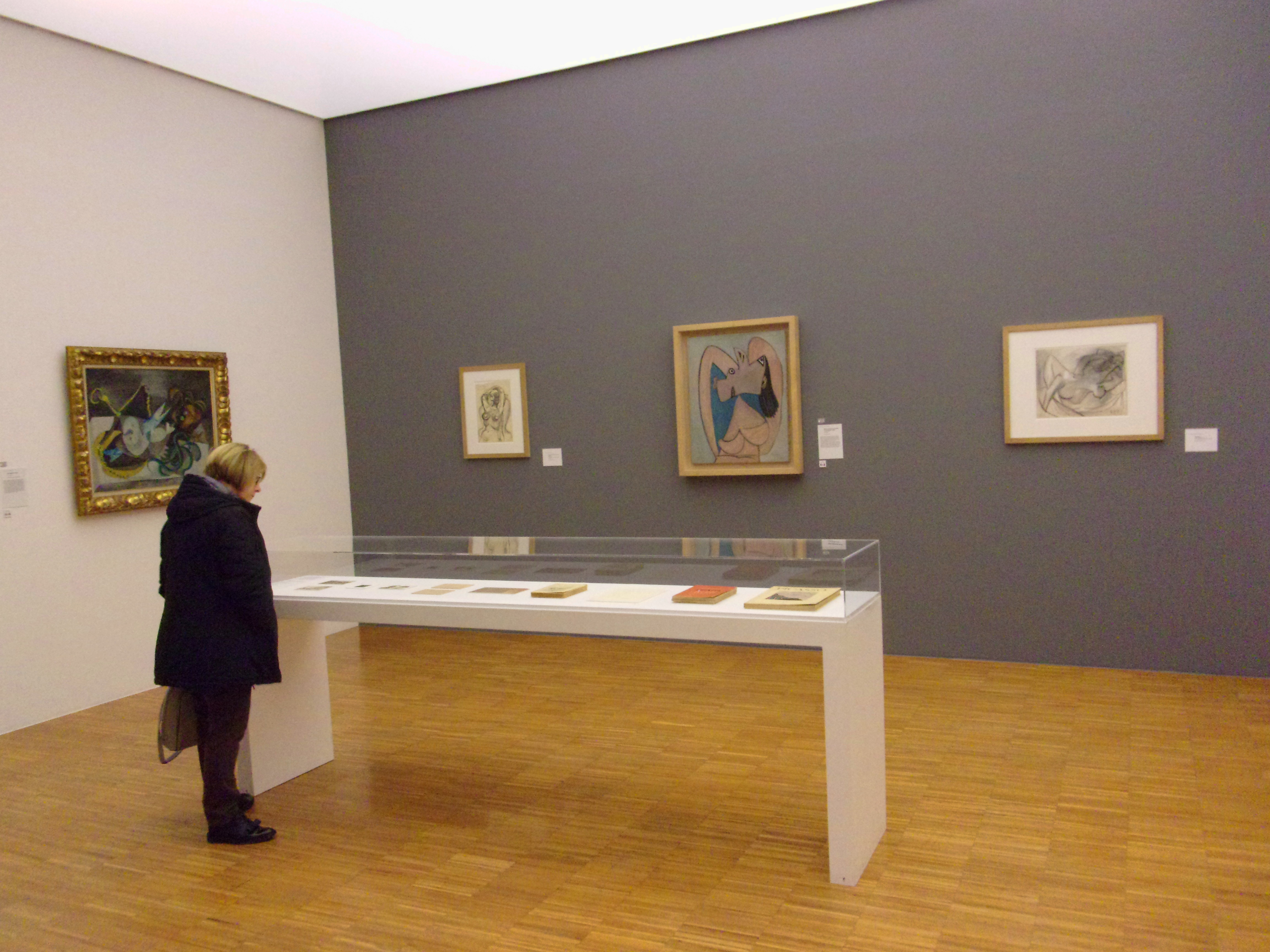
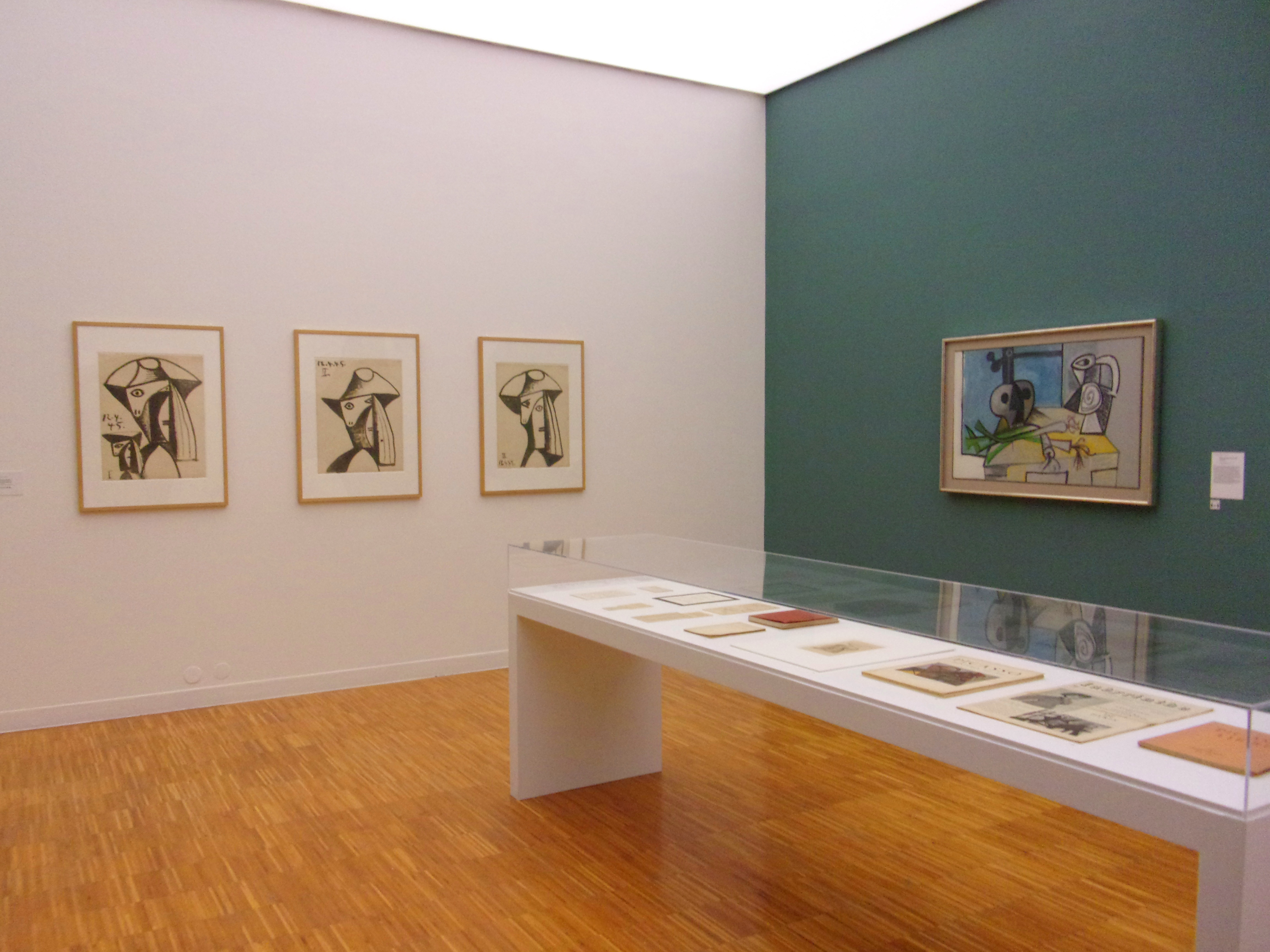
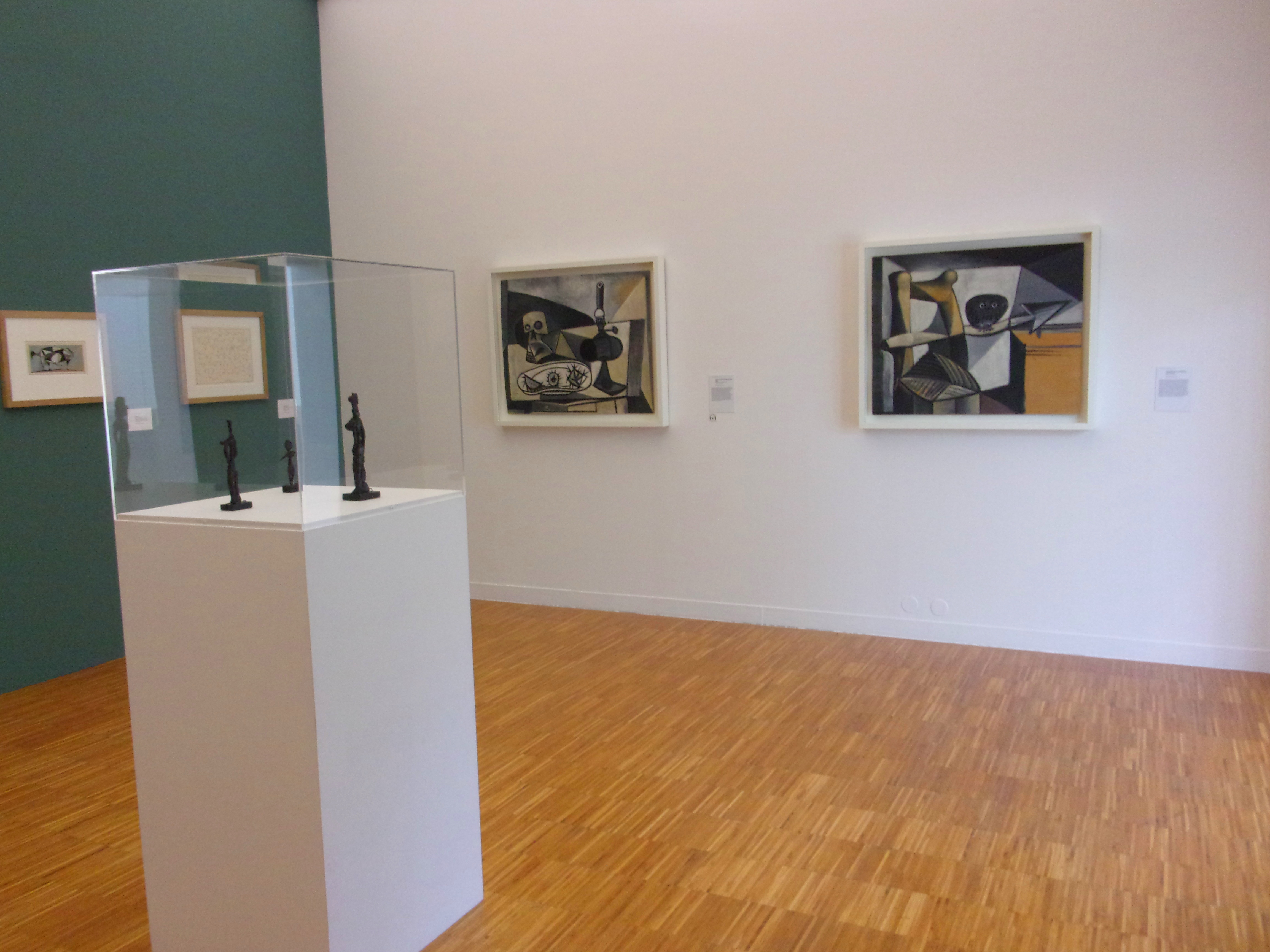
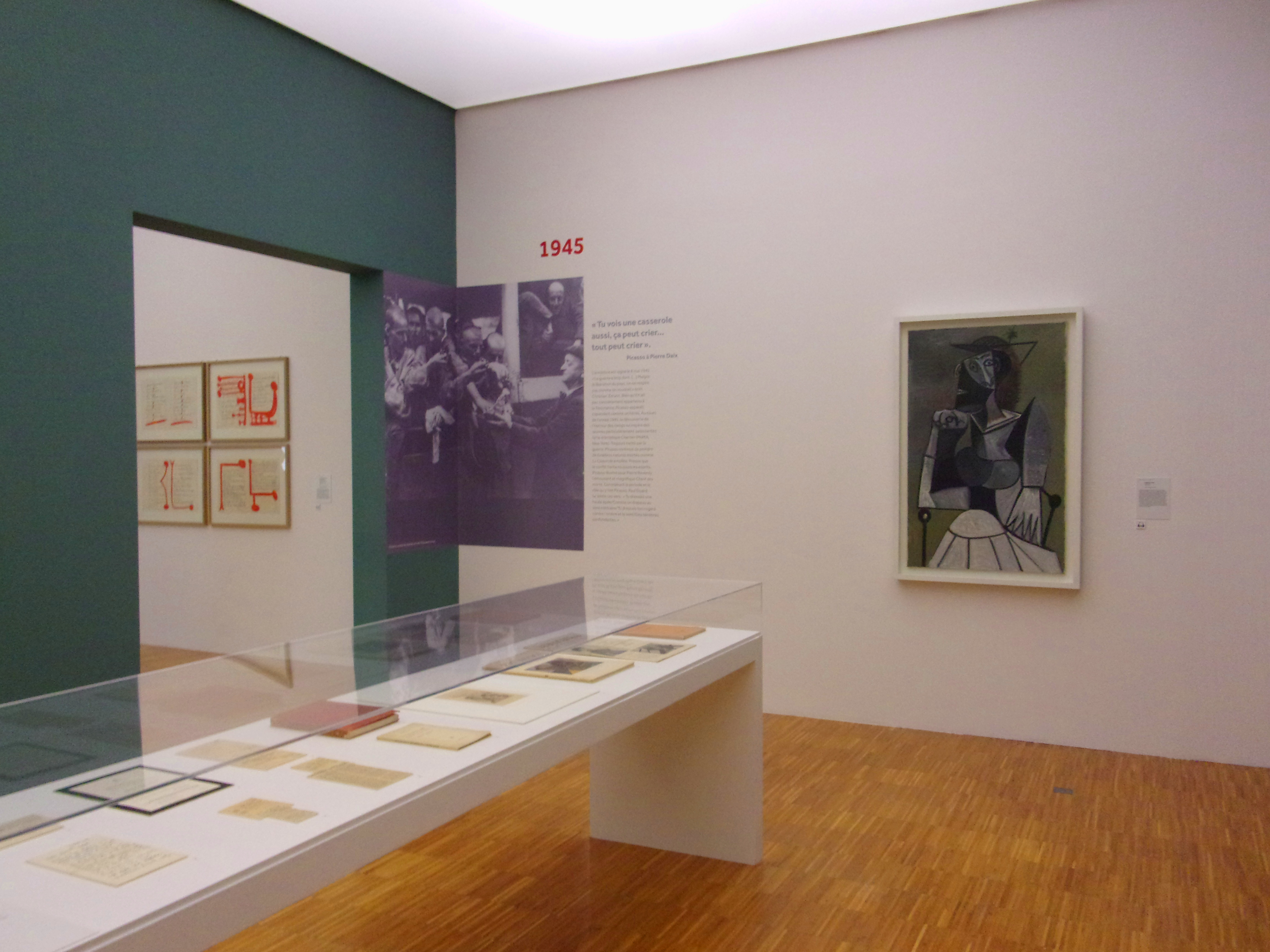